# Espiritual negre
Espiritual negre (en anglès negro spiritual) és un tipus de cant religiós que sorgeix entre els esclaus afroamericans portats als Estats Units durant el segle xix

## Nom
Espiritual ve a ser la traducció de spiritual que és com aquest tipus de repertori s'anomena en anglès, la seva llengua original. Durant molt de temps aquestes músiques s'han conegut com a negro spirituals, però d'acord amb la forma com modernament es denomina la població americana d'origen africà, també aquestes composicions es van coneixent com a "espirituals afroamericans".

## Origen
Durant els segles xvii i xviii l'essència del cant litúrgic als Estats Units foren els himnes de l'església protestant (o millor en plural). Ja al segle xviii es comença a utilitzar l'expressió spiritual song (cant espiritual) per designar un tipus de cançons religioses diferents dels salms i dels himnes, i que normalment eren adaptacions d'aquests mateixos fetes pels predicadors, que la comunitat adaptava i transformava.
Probablement fou als camp meetings del segle xix en els quals blancs i negres, junts, escoltaven els predicadors; aquests actes s'acompanyaven amb la interpretació de cants espirituals en la qual sobresortia la participació dels afroamericans; en aquest context s'haurien configurat les característiques pròpies de l'espiritual afroamericà.
S'haurien creat col·lectivament en situacions d'improvisació col·lectiva posant en joc les aportacions i suggeriments destacables de persones individuals que s'inseririen en el discurs general sobretot per la tècnica de la pregunta - resposta que els afroamericans havien importat i conservat de la música tradicional pròpia d'Àfrica occidental. Probablement, fragment ja coneguts servien de punts de partida per a l'elaboració d'altres de nous, en un clima d'energia creadora facilitat per la situació. Les creacions, ja fixades es difonien a altres zones i a les generacions futures.

## Característiques
Tant poden requerir interpretacions col·lectives com individuals; a voltes aquestes últimes són més virtuosístiques, però entre les primeres també poden haver-hi solistes que incorporin aquest virtuosisme. Normalment hi ha una clara correspondència entre l'estructura del text i la de la música. En els textos sovintegen les referències al món terrenal entrellaçades amb les que parlen de la vida eterna; per les primeres, aquest repertori constitueix una veritable crònica d'aquesta població en el període final de l'esclavatge. Musicalment hi abunden els ritmes sincopats, les improvisacions, les frases de format crida i resposta, la percussió corporal (sobretot picant de mans) i el moviment corporal amb què s'acompanya el cant, i un marcat sentit rítmic que tendeix a accentuar els temps febles (2 i 4, en compàs de 4)gggfhgshghghghiUDEKUddLUKQDFKuqfkDKkdfkye5656564.-Què és l’espiritual negre? I el Gospel?4.-Què és l’espiritual negre? I el Gospel?4.-Què és l’espiritual negre? I el Gospel?4.-Què és l’espiritual negre? I el Gospel?4.-Què és l’espiritual negre? I el Gospel?4.-Què és l’espiritual negre? I el Gospel?4.-Què és l’espiritual negre? I el Gospel?4.-Què és l’espiritual negre? I el Gospel?4.-Què és l’espiritual negre? I el Gospel?4.-Què és l’espiritual negre? I el Gospel?4.-Què és l’espiritual negre? I el Gospel?4.-Què és l’espiritual negre? I el Gospel?4.-Què és l’espiritual negre? I el Gospel?4.-Què és l’espiritual negre? I el Gospel?4.-Què és l’espiritual negre? I el Gospel?4.-Què és l’espiritual negre? I el Gospel?4.-Què és l’espiritual negre? I el Gospel?4.-Què és l’espiritual negre? I el Gospel?4.-Què és l’espiritual negre? I el Gospel?4.-Què és l’espiritual negre? I el Gospel?4.-Què és l’espiritual negre? I el Gospel?4.-Què és l’espiritual negre? I el Gospel?4.-Què és l’espiritual negre? I el Gospel?4.-Què és l’espiritual negre? I el Gospel?4.-Què és l’espiritual negre? I el Gospel?4.-Què és l’espiritual negre? I el Gospel?4.-Què és l’espiritual negre? I el Gospel?4.-Què és l’espiritual negre? I el Gospel?4.-Què és l’espiritual negre? I el Gospel?4.-Què és l’espiritual negre? I el Gospel?4.-Què és l’espiritual negre? I el Gospel?4.-Què és l’espiritual negre? I el Gospel?4.-Què és l’espiritual negre? I el Gospel?4.-Què és l’espiritual negre? I el Gospel?4.-Què és l’espiritual negre? I el Gospel?4.-Què és l’espiritual negre? I el Gospel?4.-Què és l’espiritual negre? I el Gospel?4.-Què és l’espiritual negre? I el Gospel?4.-Què és l’espiritual negre? I el Gospel?4.-Què és l’espiritual negre? I el Gospel?4.-Què és l’espiritual negre? I el Gospel?4.-Què és l’espiritual negre? I el Gospel?4.-Què és l’espiritual negre? I el Gospel?4.-Què és l’espiritual negre? I el Gospel?4.-Què és l’espiritual negre? I el Gospel?4.-Què és l’espiritual negre? I el Gospel?4.-Què és l’espiritual negre? I el Gospel?4.-Què és l’espiritual negre? I el Gospel?4.-Què és l’espiritual negre? I el Gospel?4.-Què és l’espiritual negre? I el Gospel?4.-Què és l’espiritual negre? I el Gospel?4.-Què és l’espiritual negre? I el Gospel?4.-Què és l’espiritual negre? I el Gospel?4.-Què és l’espiritual negre? I el Gospel?4.-Què és l’espiritual negre? I el Gospel?4.-Què és l’espiritual negre? I el Gospel?4.-Què és l’espiritual negre? I el Gospel?4.-Què és l’espiritual negre? I el Gospel?4.-Què és l’espiritual negre? I el Gospel?4.-Què és l’espiritual negre? I el Gospel?4.-Què és l’espiritual negre? I el Gospel?4.-Què és l’espiritual negre? I el Gospel?4.-Què és l’espiritual negre? I el Gospel?4.-Què és l’espiritual negre? I el Gospel?4.-Què és l’espiritual negre? I el Gospel?
Per evolució, va donar lloc al gospel; d'ençà de llavors, han romàs com a gèneres diferenciats, amb evidents influències.